# Agustín Enrique Irusta
Agustín Enrique Irusta (Noetinger, Provincia de Córdoba, Argentina; 19 de julio de 1942) es un exfutbolista argentino. Jugaba como arquero y su primer equipo fue San Lorenzo de Almagro. Su último club antes de retirarse fue Nueva Chicago.

## Trayectoria
Debutó en Primera División el 23 de junio de 1963 en un partido en el que San Lorenzo de Almagro perdió con Atlanta por 3 a 2.
En total jugó 263 partidos en San Lorenzo ―convirtiéndose en el quinto jugador que más partidos disputó con dicha camiseta― donde fue cuatro veces campeón: Metropolitano 1968, Metropolitano 1972, Nacional 1972 y Nacional 1974.
Fue suplente de Daniel Alberto Carnevali del mismo en el partido frente a Alemania Federal del 14/02/1973 y fue reserva en el partido frente a Paraguay el 07/10/1973 en las Eliminatorias para el Mundial de Alemania 1974.
A fines de 1976 dejó San Lorenzo y pasó a Unión de Santa Fe, donde jugó entre 1977 y 1978. En 1979 jugó pocos partidos en Nueva Chicago para posteriormente dejar el fútbol profesional.

## Clubes
| País      | Club                   | Año       |
| --------- | ---------------------- | --------- |
| Argentina | San Lorenzo de Almagro | 1963-1976 |
| Argentina | Unión de Santa Fe      | 1977-1978 |
| Argentina | Nueva Chicago          | 1979      |

Formó parte del plantel de deportivo Morón campeón de primera C de Argentina en 1980. Jugó medio tiempo en el último partido del torneo con Morón ya consagrado campeón.

## Palmarés

### Campeonatos nacionales
| Título           | Club                   | País      | Año    |
| ---------------- | ---------------------- | --------- | ------ |
| Primera División | San Lorenzo de Almagro | Argentina | M-1968 |
| Primera División | San Lorenzo de Almagro | Argentina | M-1972 |
| Primera División | San Lorenzo de Almagro | Argentina | N-1972 |
| Primera División | San Lorenzo de Almagro | Argentina | N-1974 |